# Стоја Кашиковић
Стоја Кашиковић (Чађавица, Босански Нови, 1865, – послије 1934, Сарајево) била је српска учитељица, национални радник и књижевница.

## Биографија
Рођена је у породици Здјеларевић. Послије очеве погибије у Босанскохерцегоачком устанку 1875–1878. и мајчине смрти, завршила је вишу дјевојачку школу Женског института племените Мис Ирбијеве у Сарајеву и постала учитељица. За Николу Т. Кашиковића удала се 1886. године. Бавила се књижевним радом и сакупљањем српских народних пјесама. Била је сарадница часописа „Босанска вила“ и „Народна одбрана“, календара „Нови Требевић“ и листа „Просвјета“. Често је, умјесто супруга, обављала уредничке послове у „Босанској вили“. Била је члан Женског добротворног друштва „Српкиња“ и Одбора друштва „Књегиња Зорка“ у Сарајеву. Због националног и патриотског рада хапшена је у Првом свјетском рату, а почетком 1918. осуђена je на смрт вјешањем, али је због међународног притиска казна преиначена у десет година тешке робије. Ослобођена је након завршетка Првог свјетског рата. Књижевник Исаија Митровић написао је пјесму „Кашиковић Стоја“, о јединој жени осуђеној на смрт у том периоду. Краљ Петар I Карађорђевић одликовао ју је Орденом Светог Саве IV степена, а краљ Никола I Петровић Златном медаљом за ревност, највишим женским одличјем. Приликом посјете регента Александра Карађорђевића Сарајеву 1920, одликована је златном Обилићевом медаљом за храброст.